# Monte Cristo (Washington)
Koordinaten: 47° 59′ 8″ N, 121° 23′ 38″ W

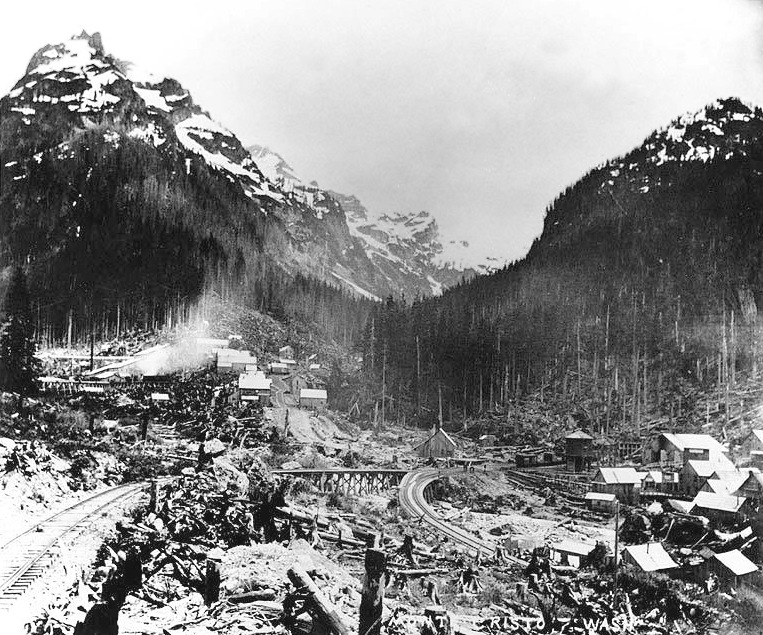
Monte Cristo (1895)

Monte Cristo ist eine Geisterstadt im Snohomish County im Bundesstaat Washington im Nordwesten der Vereinigten Staaten. Sie liegt im Kaskadengebirge nordöstlich von Seattle. In den 1890er Jahren galt sie kurze Zeit als der Ort eines der bedeutendsten Silber- und Gold-Vorkommens Nordamerikas.

## Geschichte
Im Jahr 1889 entdeckte der ehemalige Lehrer Joe Pearsall, der seit Jahren erfolglos nach Gold und Silber gesucht hatte, in dieser noch unerforschten, schroffen Bergregion ein reiches Vorkommen des Erzes Galenit, das häufig zusammen mit Gold und Silber anzutreffen ist. In Seattle, der nächstgelegenen Stadt, fand er in Mac Wilmans einen im Bergbau-Geschäft erfahrenen Unterstützer und Finanzier. Wilmans bestätigte Pearsalls Einschätzung, dass dessen Fund sehr vielversprechend sei. Wegen des früh einsetzenden strengen Winters konnten sie jedoch zunächst nur einige Claims abstecken. Im folgenden Jahr kam Pearsall mit seinem Partner Frank Peabody, Wilmans' Bruder Fred und einigen Arbeitern zurück, um weitere Claims abzustecken und eine Blockhütte zu bauen. Nach dem Buch Der Graf von Monte Christo (engl. The Count of Monte Cristo) von Alexandre Dumas, das Fred Wilmans dabeihatte, nannten sie den Ort Monte Cristo.
Schnell konnten weitere Investoren gefunden werden, und man begann mit dem Bau einer Straße für die Anlieferung des zur Ausbeutung der Erzadern erforderlichen schweren Geräts. Da die erhofften großen Erzmengen in diesem sehr unwegsamen Gebiet aber nur über eine eigens zu bauende Bahnlinie abtransportiert werden konnten, wurde der Ingenieur John Barlow damit beauftragt, dafür eine geeignete Route zu erkunden. Barlow entdeckte den heute nach ihm benannten Pass, über den eine Bahnlinie nach Westen an die Küste möglich sein würde. Daraufhin wendeten die Leute von Monte Cristo sich an Henry Hewitt in Tacoma, einen in der Holzwirtschaft tätigen Unternehmer, der an küstennahen Waldgebieten westlich von Monte Cristo interessiert war. Dort wollte Hewitt zusammen mit dem solventen Unternehmer Charles Colby ein neues industrielles Zentrum gründen, und Colby hatte sehr gute Beziehungen zu dem Ölmagnaten John D. Rockefeller, dem reichsten Mann der Vereinigten Staaten. Nachdem die Goldsucher von Monte Cristo 1891 bei Hewitt vorstellig geworden waren, schickte dieser ein Team zur Überprüfung nach Monte Cristo, und aufgrund von dessen positivem Urteil informierte er schließlich Colby, Hoyt & Company in New York. Colby und sein Partner Colgate Hoyt sandten nun ihrerseits ein Team von Experten, darunter den angesehenen Alton L. Dickerman, und diese befanden, dass es sich angesichts der großen Mengen an Galenit um eine der bedeutendsten Lagerstätten der Vereinigten Staaten handele, wobei sie allerdings anmerkten, dass noch keine tieferen Grabungen unternommen worden waren.

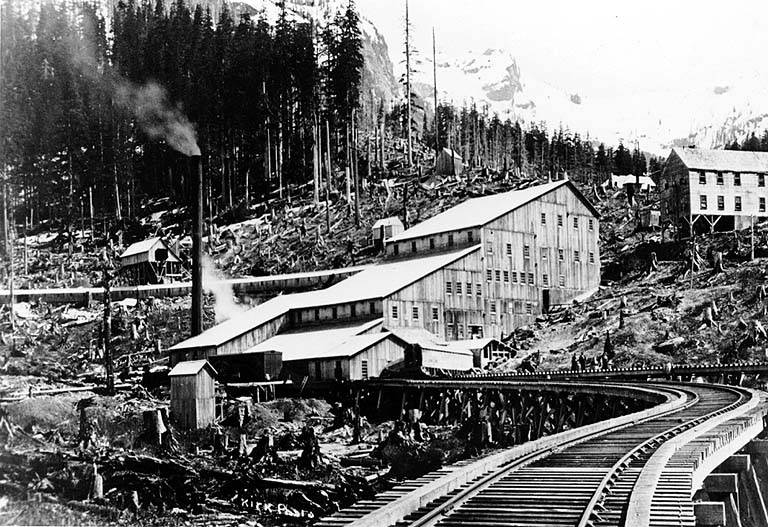
Der Konzentrator an der Bahnlinie in Monte Cristo (1894)

Die Erwartungen der Investoren wurden besonders dadurch befeuert, dass die Bundesregierung im Jahr zuvor Silbermünzen eingeführt hatte und dadurch der Preis des Silbers steigen würde. In der geplanten Stadt Everett an der Küste sahen sie das künftige Zentrum der Region, dessen Bedeutung auf dem vermeintlich größten Gold- und Silbervorkommen der Nation beruhen würde. Für dieses Projekt konnten sie auch Rockefeller begeistern, der bereits frühere Unternehmungen Colbys und Hoyts mit finanziert hatte und ihnen ein großes Vertrauen entgegenbrachte. Bereits im November 1891 gründete ein von Rockefeller dominiertes Syndikat die Monte Cristo Mining Company und die Everett & Monte Cristo Railway in Everett. Neben weiteren Bergbau-Gesellschaften entstand auch die United Concentration Company, die in Monte Cristo einen riesigen Konzentrator in einem fünfstöckigen Gebäude baute, in dem das Erz angereichert werden sollte, bevor es mit der noch zu bauenden Eisenbahn zu der ebenfalls noch im Bau befindlichen Erzschmelze in Everett transportiert werden würde.

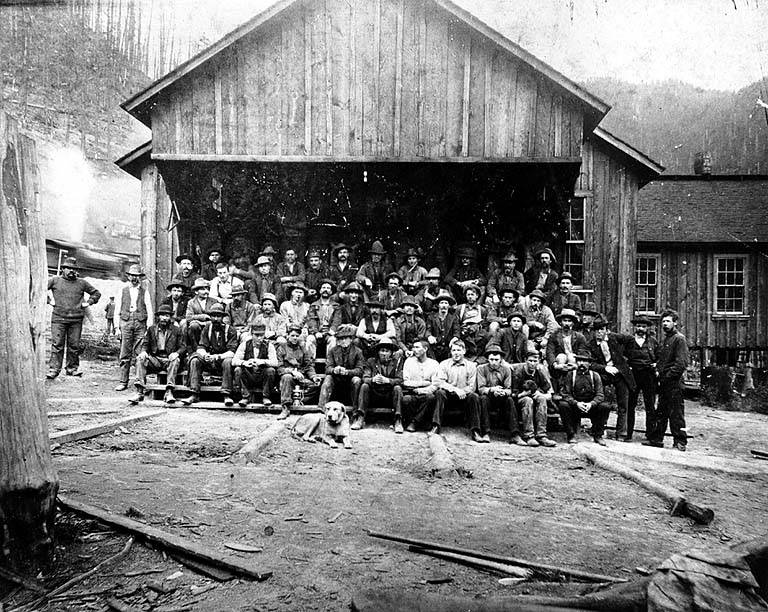
Die Belegschaft der Sägemühle (1892 oder 1893)

Der einsetzende Boom in Monte Cristo erreichte im Sommer 1893 seinen Höhepunkt. Während im harten Winter weniger als 100 Männer ausgeharrt hatten, erreichte die Einwohnerzahl nun schon 1.200, von denen viele allerdings noch in Zelten hausten. Eine Sägemühle wurde fertiggestellt, und damit stand reichlich Bauholz für Gebäude und für die Befestigung der Straßen zur Verfügung. Den erhofften Wohlstand erlangten allerdings nur Wenige, während die Minenarbeiter zumeist nur etwa 3 $ am Tag erhielten. Dennoch florierten die Saloons, und zu den Profiteuren gehörte auch der junge Frederick Trump, der aus dem pfälzischen Kallstadt stammende Großvater Donald Trumps, der mit bescheidenen Mitteln im Zentrum des entstehenden Vergnügungsviertels ein Boardinghouse errichtete. Es gab eine Kirche, die U.S. Mail nahm ihren Dienst auf, und es entstand sogar eine Zeitung, der Monte Cristo Mountaineer, der wöchentlich erschien.
Die Bahnlinie wurde im September 1893 fertiggestellt, und 1894 war die Infrastruktur in Monte Cristo so weit eingerichtet, dass regelmäßige Lieferungen zur Schmelze in Everett beginnen konnten. In diesem Jahr übernahm jedoch Rockefeller, der sich schon vor der Anfrage von Colby und Hoyt wegen eines Burnouts zeitweilig zurückgezogen hatte, wieder die Geschäfte, und er schickte seinen engsten Mitarbeiter Frederick Taylor Gates in die Gegend, um den Status des Projekts zu überprüfen. Da der Kongress im November 1893 als Reaktion auf eine Wirtschaftskrise die Ausgabe von Silbermünzen reduziert hatte, versprach der Abbau von Silbererz nur noch wenig Gewinn, und Rockefeller wollte wissen, ob Monte Cristo ansonsten noch etwas zu bieten hatte. Gates berichtete ihm von einem Desaster: Überall war er auf Verluste, Fehleinschätzungen und Betrug gestoßen, und Colby und Hoyt hatten ihre Beteiligungen bereits veräußert, ohne Rockefeller zu informieren. Vor allem aber hatte sich herausgestellt, dass tiefere Grabungen, anders als bei den bislang bekannten Lagerstätten in den Rocky Mountains, hier im geologisch viel jüngeren Kaskadengebirge nur noch auf geringe und qualitativ schlechtere Vorkommen stießen.
Gates versuchte zu retten, was zu retten war. Rockefellers Anteile an diversen Unternehmen in Everett verkaufte er zu großen Teilen trotz der damit verbundenen Verluste umgehend, was zur Folge hatte, dass die dortige Spekulationsblase platzte. In Monte Cristo ging er dagegen behutsamer vor. Obwohl ihm inzwischen klar war, dass das minderwertige und quantitativ weit unter den Erwartungen liegende Erz nicht den erhofften Gewinn bringen würde, verbreitete Gates Optimismus und investierte in Instandsetzungen und einen weiteren Ausbau der Bahnlinie. Der Konzentrator ging in Betrieb, und die Eisenbahn nahm den Transport von Erz und Holz nach Everett auf. Die Stimmung war bestens, die Saloons waren rund um die Uhr geöffnet, und in der Nähe wurde zudem hochwertiger Asbest als weitere Einnahmequelle entdeckt.
In den Jahren 1895 bis 1897 stieg die Erzproduktion in den Minen. Das Erz wurde mit Seilbahnen zu einem Bunker oberhalb des Konzentrators transportiert, dort zerkleinert, dann im Konzentrator von Stockwerk zu Stockwerk weiter verarbeitet, bis schließlich das Konzentrat in die Eisenbahn-Waggons für den Transport zur Schmelze in Everett verladen wurde. 1895 kam es wegen der schlechten Arbeitsbedingungen und der schlechten Bezahlung zu Unruhen unter den Arbeitern, die jedoch angesichts der andauernden Wirtschaftskrise durch Hinzuziehung von Arbeitskräften aus anderen Gegenden leicht unter Kontrolle gebracht werden konnten, und im Jahr darauf wurden die Schichten noch verlängert und die Abzüge für die Verpflegung erhöht.
Im November 1897 kam die Katastrophe. Wie jedes Jahr zu dieser Zeit regnete es in Strömen, aber diesmal kam aufgrund außerordentlich milder Temperaturen eine Schneemelze hinzu, und daher waren die Überschwemmungen und Bergstürze weitaus schlimmer als in den Jahren zuvor. Das führte zu schweren Schäden an den Bahngleisen, die aus Kostengründen teils im Talgrund verlegt worden waren, und an den Tunnels. Gates verkündete, dass die Bahnlinie nicht – wie schon drei Mal zuvor – repariert werden würde. Daraufhin verließen fast alle Einwohner zu Fuß den Ort, und im Frühjahr kehrten nur wenige zurück. Gates brachte alle größeren Minen unter seine Kontrolle.
In den folgenden Jahren verkaufte Gates alle verbliebenen Beteiligungen Rockefellers in Everett, die nichts mit dem Bergbau in Monte Cristo zu tun hatten, und einen Teil der Bahnlinie. Die Hauptstrecke von Monte Cristo nach Hartford (heute ein Teil von Everett) stellte er mithilfe japanischer Vertragsarbeiter wieder her. Von 1900 bis 1903 erlebte Monte Cristo eine zweite Phase kontinuierlichen Bergbaus unter der Regie von Gates’ neuer Monte Cristo Company. Dann verkaufte Gates Alles an ein Kartell der Guggenheim-Familie, die lediglich die Schmelze in Everett weiter betrieb. In der Folge gab es einige weitgehend gescheiterte Versuche, den Bergbau wieder aufzunehmen. Dies endete an Weihnachten 1920, als ein Bergsturz den letzten Erkundungs-Stollen der Boston-American Mining Company verschüttete und die verbliebenen vier Bergleute auf Schneeschuhen den Ort verließen.

## Fremdenverkehr
Schon seit den frühen 1890er Jahren kamen Leute wegen der reizvollen Landschaft nach Monte Cristo. Nach dem Ende des Boston-American-Projekts zog einer der Investoren, John Andrews, in die Geisterstadt, übernahm viele der verlassenen Liegenschaften und öffnete das letzte noch intakte Hotel für Urlauber. Während der Weltwirtschaftskrise (1930er Jahre) und dem 2. Weltkrieg kamen aber kaum noch Gäste, und 1951 verkaufte Andrews seinen Besitz an Del und Rosemary Wilkie, die dank einer neuen Straße über den Barlow-Pass und dem zunehmenden Wohlstand recht gute Geschäfte machten. Zugleich wurden jedoch große Teile der einstigen Bergbaustadt abgerissen und das Material anderweitig verwendet. In den 1960er Jahren versuchten Investoren, den Ort als Ausflugsziel weiter auszubauen, wobei sich allerdings herausstellte, dass die nahegelegenen Hänge zum Skifahren nicht geeignet waren. Die Sommersaison allein war zu kurz für einen profitablen Tourismus-Betrieb, und so zerfielen die wenigen Reste der Ortschaft weiter. Im Dezember 1980 wurde die Zufahrtsstraße so massiv beschädigt, dass die Bezirksverwaltung beschloss, sie nicht mehr instand zu setzen. 1983 brannte das verlassene Haus der Wilkies nieder, und danach wurden große Teile der Geisterstadt mutwillig zerstört.